# ZK 412
ZK 412 (другое название — MK SS-42) — Чехословацкая автоматическая винтовка или автомат под промежуточный патрон Rapid 8х35, также разработанный в Чехословакии. Представлен на испытания концерном\заводом? Шкода в германский Вермахт в феврале 1942 года.
ZK 412 разрабатывался параллельно с пулемётом ZK 423 братьями Йозефом (Josef Koucký) и Франтишеком (František Koucký) Коуцки из компании (КБ?) Збройовка Брно (Zbrojovka Brno) в 1941-43 годах.
Автоматика ZK 412 основана на газовом двигателе, работающем на отведённых пороховых газах, с длинным ходом поршня и поворотным затвором с двумя боевыми упорами. Аналогичная автоматика до этого использовалась в пулемёте Льюиса, а впоследствии — в АБ-46 и АК-47 (не путать с АК-46).
Общая длина — 980 мм, длина ствола — 418 мм, нарезы — 4 правосторонних, общий вес с патронами — 4,8 кг, ёмкость магазина — 30 патронов. Практическая дальность стрельбы — 600 метров.

Внешний вид и неполная разборка ZK 412